# کلینتن (مریلند)
کلینتن (به انگلیسی: Clinton) شهری در ایالت مریلند کشور ایالات متحده آمریکا است که جمعیت آن در سرشماری سال ۲۰۱۰ میلادی، ۳۵٬۹۷۰ نفر بوده‌است.